# Herbert Lord

Herbert Lord

Herbert Mayhew Lord (* 6. Dezember 1859 in Rockland, Maine; † 2. Juni 1930) war ein US-amerikanischer Offizier und der zweite Direktor des neu geschaffenen Bureau of the Budget (Amtszeit 1. Juli 1922 bis 31. Mai 1929). Unter US-Präsident Calvin Coolidge wurde er für erhebliche Senkungen der Staatsausgaben bekannt, welche es den USA ermöglichten, einen Haushaltsüberschuss zu fahren und die Staatsschulden zu senken.
Nach einem Studium am Colby College in Waterville und wechselnden Beschäftigungen danach meldete er sich als Freiwilliger zum Spanisch-Amerikanischen Krieg. Während dessen Verlauf wurde er in die reguläre Armee als Berufssoldat aufgenommen. Während des Ersten Weltkriegs war er für die Finanzen der Quartiermeisterei in Paris und danach für die des Kriegsministeriums auf dem Kontinent insgesamt verantwortlich. Mit dem Rang eines Brigadegenerals wurde er 1922 verabschiedet, um unmittelbar in Nachfolge von Charles Gates Dawes als Direktor des Bureau of the Budget zu treten.
Herbert Lord starb im Jahr nach seinem Ausscheiden aus dem Amt und wurde auf dem Nationalfriedhof Arlington beigesetzt.

## Auszeichnungen (Auswahl)
Auswahl der Dekorationen, sortiert in Anlehnung der Order of Precedence of Military Awards:
- Army Distinguished Service Medal